# ناپلزمانور، فلوریدا
ناپلزمانور (به انگلیسی: Naples Manor) یک منطقهٔ مسکونی در ایالات متحده آمریکا است که در شهرستان کلیر، فلوریدا واقع شده‌است. ناپلزمانور ۱٫۸۰ کیلومتر مربع مساحت و ۵٬۵۶۲ نفر جمعیت دارد و ۱ متر بالاتر از سطح دریا واقع شده‌است.